# Sotsgorodok (Krasnodar)
Sotsgorodok (del ruso: Соцгородок) es un posiólok del raión de Labinsk del krai de Krasnodar, en el sur de Rusia. Está situado en el borde septentrional del Gran Cáucaso, en la orilla derecha del río Labá, tributario del Kubán, 20 km al sur de Labinsk y 154 km al sureste de Krasnodar, la capital del krai. Tenía 186 habitantes en 2010
Pertenece al municipio Zásovskoye.